# Herman Lundström

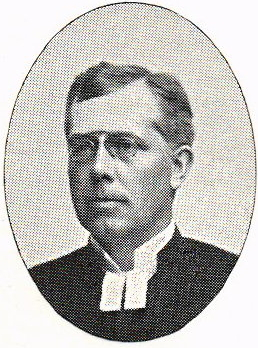
Herman Lundström

Anders Herman Lundström (* 28. November 1858 in Filipstad; † 17. Februar 1917 in Uppsala) war ein schwedischer lutherischer Kirchenhistoriker. Er gilt als wichtiger Vertreter der modernen Kirchengeschichte in Schweden.
Nach dem Abitur in Karlstad 1877 begann Lundström im selben Jahr sein Studium an der Universität Uppsala. Dort legte er 1881 sein Kandidatexamen ab. Im Anschluss studierte er Evangelische Theologie, legte 1888 das theologische Kandidatexamen ab und wurde noch im selben Jahr ordiniert. Lundström betätigte sich danach in kirchenhistorischen Forschungen und wurde aufgrund einer Abhandlung zur schwedischen Reformationsgeschichte (Laurentius Paulinus Gothus, hans lif och verksamhet) 1893 zum Dr. theol. promoviert. Im Anschluss (1898) wurde er erst Dozent und im selben Jahr zum Professor für Kirchengeschichte in Uppsala ernannt. Neben seiner Professur war er Pfarrer, zuerst in Alt-Uppsala, dann auch im Präbende-Pastorat von Danmark. 1909 wurde er Dompropst.
Lundströms wissenschaftliche Arbeit konzentrierte sich auf die Edition von Quellen aus der schwedischen Kirchengeschichte, überwiegend aus dem 16. Jahrhundert. 1900 gründete er die Zeitschrift Kyrkohistorisk Årsskrift (Kirchenhistorische Jahresschrift). Ab 1909 fungierte er als Vorsitzender der allgemeinen schwedischen Pfarrkonferenz. Weil er der Auffassung war, dass in der Schwedischen Kirche die Apostolische Sukzession bewahrt geblieben sei, förderte er ihre Annäherung an die Church of England.